# Natalija Munk
Natalija Neti Munk cyr. Наталија Нети Мунк (ur. 1864 w Belgradzie, zm. 8 kwietnia 1924 tamże) – serbska pielęgniarka, wolontariuszka

## Życiorys
Natalija Neti Tajtačak była córką Reginy i Natana, biednego żydowskiego sprzedawcy pastilikos z mięsem. Ukończyła tylko szkołę podstawową. Wyszła za mąż za krawca Gutmana Munka. Mieli siedmioro dzieci. Większość członków jej rodziny zginęła podczas II wojny światowej. Dwaj synowie, którzy ocaleli, żyli po wojnie w Izraelu. Zmarła w 1924 roku i została pochowana na cmentarzu żydowskim w Belgradzie. W pogrzebie wzięli udział przedstawiciele władz, a pluton wojskowy oddał honorowy salut na jej cześć.

### Pielęgniarka-wolontariuszka
Już jako 20-latka zgłosiła się na ochotnika do pracy w szpitalu podczas wojny serbsko-bułgarskiej, która wybuchła w 1885 roku. Pracowała w szpitalu na terenie Zemunu w Donjim Gradzie (obecnie dzielnicy Belgradu). Podczas wojen bałkańskich ponownie zgłosiła się do pracy jako pielęgniarka. Pracę tę podjęła również po wybuchu I wojny światowej. Podczas epidemii w 1915 zachorowała na dur brzuszny. Po wyzdrowieniu zebrała potrzebne materiały i założyła szpital wojenny w Kruševacu. Dwukrotnie została aresztowana i oskarżona o pomaganie Serbom.
Po zakończeniu I wojny światowej kontynuowała pracę humanitarną. Była członkiem zarządu Żydowskiego Towarzystwa Kobiet i serbskiego Czerwonego Krzyża.

## Odznaczenia
- srebrny i złoty Order Królowej Natalii[2]
- Medal Czerwonego Krzyża[2]
- Krzyż Miłosierdzia[2]
- dwa Ordery Świętego Sawy[2]
- Order Gwiazdy Jerzego Czarnego z mieczami[2]